# كيلي برايس
كيلي برايس (بالإنجليزية: Kelly Price)‏ هي مغنية ومغنية مؤلفة أمريكية، ولدت في 3 أبريل 1973 في كوينز في الولايات المتحدة.

## وصلات خارجية
- الموقع الرسمي
- كيلي برايس على موقع IMDb (الإنجليزية)
- كيلي برايس على موقع ميوزك برينز (الإنجليزية)
- كيلي برايس على موقع أول ميوزيك (الإنجليزية)
- كيلي برايس على موقع ديسكوغز (الإنجليزية)
- كيلي برايس على موقع قاعدة بيانات الفيلم (الإنجليزية)